# Kleobis i Biton

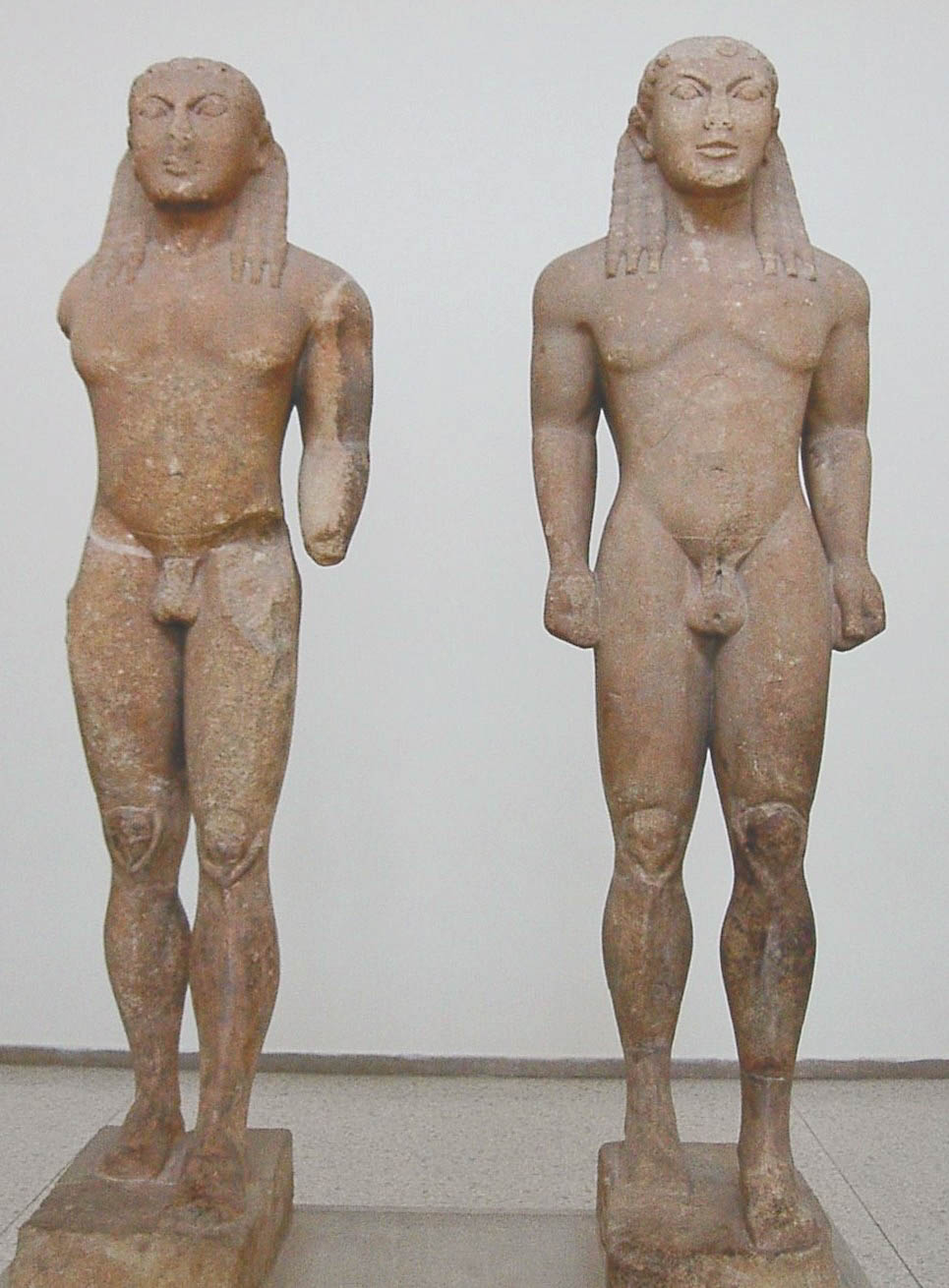
Klebis i Biton (rzeźby ze zbioru muzeum w Delfach)

Kleobis i Biton – dwa niemal jednakowe, starożytne greckie posągi, powstałe ok. 600-580 p.n.e., których autorstwo przypisuje się Polimedesowi z Argos (co ustalono na podstawie częściowo uszkodzonej sygnatury na bazie obu posągów).
Rzeźby wykonane z marmuru wyobrażają dwóch nagich, stojących młodzieńców (kurosów), od których emanuje siła i brutalność. Efekt ten wywołano poprzez ukształtowanie postaci o małych głowach z niskimi czołami, szerokimi ramionami i muskularnymi nogami. Wrażenie agresji potęguje układ rąk, nie zwisających wzdłuż ciała, lecz nieco zgiętych w łokciach, co wraz z wykrokiem lewej nogi również nadaje im szczególny efekt. Na stosunkowo szerokiej twarzy zwracają uwagę wielkie oczy, pierwotnie malowane niezachowaną polichromią. Długie włosy nad czołem ułożone są w loczki, zaś z tyłu, zaczesane za uszy, opadają na ramiona trzema lokami po każdej strony głowy.
Posągi odkryte zostały wraz ze zniszczoną inskrypcją dedykacyjną (1893, 1894 i 1909) w okręgu Apollina w Delfach. Postacie młodzieńców arbitralnie zidentyfikowano jako mitologiczne postacie synów Kolyppe (kapłanki Hery w Argos) o imionach Kleobis i Biton, których historię opowiada Herodot w Dziejach (I, 31). Według innej hipotezy rzeźby mają wyobrażać Dioskurów.
Widoczna w przedstawianych postaciach silna i krępa budowa ciała uznana została za charakterystyczną cechę rzeźby peloponeskiej.
Współcześnie posągi stanowią eksponat zbioru muzeum w Delfach.